# Вискребенцев Андрій Едуардович
Андрій Едуардович Вискребенцев (нар. 27 жовтня 2000, Макіївка, Донецька область, Україна) — український та російський футболіст, центральний півзахисник клубу «Зірка» (Санкт-Петербург).

## Життєпис
Вихованець донецького «Металурга» та «Маріуполя». Дорослу футбольну кар'єру розпочав 2017 року в макіївському «Бажановці», який виступав у чемпіонаті так званої ДНР. За команду рідного міста провів 1 поєдинок. 
Потім повернувся на територію підконтрольній Україні та знову виступав у структурі «Маріуполя». За першу команду маріупольців дебютував 1 грудня 2019 року в нічийному (1:1) поєдинку 16-го туру Прем'єр-ліги проти донецького «Шахтаря». Андрій вийшов на поле на 17-й хвилині, замінивши Руслана Фоміна. У липні 2021 року футболіст на правах орендної угоди приєднався до «Ужгорода» до кінця сезону. Дебютував за клуб 24 липня 2021 року в матчі проти «Прикарпаття», вийшовши на поле у стартовому складі. Футболіст упродовж першої половини сезону виступав за ужгородський клуб у ролі одного з основних гравців, проте результативними діями не відзначився. Наприкінці 2021 року футболіст покинув клуб, а незабаром також залишив і «Маріуполь», отримавши статус вільного агента.
У лютому 2022 року футболіст приєднався до білоруського «Слуцька». Дебютував за клуб футболіст 2 квітня 2022 року в матчі проти гродненського «Німану», вийшовши на поле у стартовому складі. Протягом сезону футболіст виступав за клуб у ролі одного з основних гравців. За підсумками сезону футболіст разом із клубом завершив чемпіонат на підсумковому одинадцятому місці. У грудні 2022 року футболіст залишив білоруський клуб, розірвавши контракт за згодою сторін.
У лютому 2023 року футболіст поповнив ряди російського клубу «Зірка» із Санкт-Петербурга, до якого приєднався у статусі російського громадянина.